# マリオ・アブド・ベニテス
マリオ・アブド・ベニテス（スペイン語: Mario Abdo Benítez、スペイン語発音: [ˈma.ɾjo ˈaβ.ðo βeˈni.tes]、1971年11月10日 - ）は、パラグアイの政治家。大統領や上院議長を歴任した。

## 経歴
マリオ・アブド・ベニテス・セニョールとルート・ベニテス・ペリエルのあいだに、アスンシオンで生まれる。父方はレバノン人の家系。
16歳でアメリカ合衆国に移住し、コネティカット州ウォーターバリーの帝京POST大学（現在のポウスト大学）に進学、商学を専攻した。また、1989年にパラグアイ軍に入隊し、少尉に任官。予備役の空挺兵となった。
2005年、共和国再建国民運動に参加し、政界に足を踏み入れる。のちに平和・進歩運動のメンバーともなり、2005年のうちにコロラド党副党首に就任した。2015年6月には、パラグアイの上院議長に選出された。
父がアルフレド・ストロエスネルの個人秘書であったため、アブド・ベニテスはストロエスネル独裁政権との関係を指摘されてきた。2006年のストロエスネル死去の際には、ストロエスネルに賛辞を送ることを、コロラド党の理事会で提案してもいる。アブド・ベニテスの父は独裁政権崩壊後、不正蓄財の容疑で起訴されたが、最終的には棄却された。アブド・ベニテスの財産はほとんどがその父から相続したものである。アブド・ベニテスは、ストロエスネルが「国家に多大な貢献をした」と確信していると述べる一方、ストロエスネル体制下で行われた人権侵害や拷問、迫害を看過することはないとも明言している。
2017年12月のコロラド党大統領予備選挙で、アブド・ベニテスは元財務相のサンティアゴ・ペーニャを56万4811票 (50.93%) 対48万114票 (43.29%) で下し、同党の大統領候補指名を得た。翌年4月の本選挙でも46.46%対42.73%でエフライン・アレグレ候補を破り、大統領に当選した。当時、アブド・ベニテスは46歳で、ストロエスネル体制崩壊後のパラグアイの大統領としては、ニカノル・ドゥアルテと並んで最年少だった。
2018年12月3日、安倍晋三が日本の総理大臣として初めてパラグアイ（とウルグアイ）を訪問し、アブド・ベニテスと会談、日本が医療機器を供与することなどで合意し、インフラ協力に関する文書の署名式に出席した。その後、現地の日系パラグアイ人と懇談をおこない、安倍晋三総理大臣は「日本とパラグアイは地理的な距離は遠く離れているが、心は近くに感じることができる。日本は常に皆さんと共にあることを忘れないでほしい」と呼びかけた。これについてMBS、BSN、TBSは「両国（パラグアイとウルグアイ）とも日本からの移民の多い国で、このうち、ウルグアイのバスケス大統領との会談では、牛肉の相互輸出を解禁することなどを確認しました」と報じた。

## 人物
ファティマ・マリア・ディアス夫人とのあいだに2子がいるが離婚。シルバーナ・ロペス・モレイラ夫人と再婚し、さらに1子をもうけた。